# Fuente de Santa Cruz
Fuente de Santa Cruz is een gemeente in de Spaanse provincie Segovia in de regio Castilië en León met een oppervlakte van 17,62 km². Fuente de Santa Cruz telt 120 inwoners (1 januari 2016).

## Demografische ontwikkeling
Bron: INE, 1857-2011: volkstellingen